# Jasenice (Třebíč)
Jasenice é uma comuna checa localizada na região de Vysočina, distrito de Třebíč.